# Ємець Дарія Михайлівна
Да́рія Кравців-Ємець (27 червня 1916, Стрий, нині Львівської області — 31 січня 2007, Торонто) — українська художниця, хореографка і танцюристка. Дочка Михайла Кравціва і Меланії Кравців, сестра Марти-Марії Барабаш, мати Юрія Ємця.

## Біографічні дані
Закінчила трирічну школу М. Броневської у Львові (1938) і балетну школу Рут Сорель у Варшаві (1939), відвідувала уроки ритмопластики О. Дрогомирецької (випускниці Інституту Е. Жак-Далькроза у Женеві).
У 1941–1944 роках працювала хореографкою в Українському театрі в Дрогобичі.
У 1949 році емігрувала до Канади.

## Хореографічна робота
Для своїх модерних танцювальних композицій шукала натхнення в абстрактному та символічному, демонструвала сакральний підхід до створення сценічної хореографії.
Марія Пастернак писала про неї:

| <…> Модерний танець, що поширив новими хореографічними засобами і природніми рухами танкову мову, правив широким діапазоном людських почуттів, залюбки вдягаючи їх у символічну несхопленість і абстракти, та втілював філософські і літературні ідеї, мав великий вплив на формування мистецької індивідуальності Д. Кравців, поглибив ще більше її поважний, майже сакральний підхід до сценічного танцю. Вона охоче піддавалась містичному чарові новітніх мистецьких течій, які завжди притягають серця і увагу молодих талантів.[1] |
Більшість постановок Дарії Ємець мали релігійні мотиви («Марія-Магдалена», «Янгол суму», «Отче наш…» на музику Ц. Франка, «Ікони» на музику В. Барвінського для вистави «В поклін Божої Матері»).

## Художня творчість
Твори:
- «Гладіолуси» (1952).
- «Портрет матері» (1960).
- «Портрет батька» (1961).
- «Мальви біля оселі» (1970).
- «Полтава» (1970).
- «Рапсодія квітів» (1990).